# Organisme de coordination de Magdebourg
L'Organisme de coordination de Magdebourg est une entité de la République fédérale et des Länder allemands chargé de la documentation culturelle concernant les pertes de biens culturels. Service central allemand pour la documentation de biens culturels recherchés ou retrouvés, il est  rattaché au ministère de la culture de Saxe-Anhalt. 
Il s'agit des biens dont les propriétaires ont été spoliés par le Troisième Reich ou de biens  saisis pendant la guerre.
La banque de données qui y est constituée depuis 2001 est alimentée en toute transparence par des institutions ou des personnes physiques.
Cet organisme coopère avec l'Art Loss Register.
Les fonctions de l'organisme sont notamment :
- l'exploitation des informations de www.lostart.de,
- l'administration du site internet www.kulturgutschutz-deutschland.de,
- l'édition de publications.

Il est le bureau de la commission consultative concernant la restitution des biens culturels dérobés pendant les persécutions nazies, ayant appartenu notamment à des juifs.

## Critique
Le politologue berlinois Sebastian Neubauer a fait enregistrer en 2009 une peinture de Gustave Doré dans la base se données de Lost Art. Il est en effet certain que ce tableau a été volé par son père dans la France occupée. Neubauer s'est vu répondre par un membre de l'organisme :  si personne ne se manifeste alors estimez vous heureux et gardez le tableau. Neubauer a rédigé une réponse publiée dans le Süddeutsche Zeitung : “il n'y a apparemment pas de support institutionnel dans ce pays pour la restitution d'œuvres d'art à des particuliers.”